# Nicolás Curiel
Nicolás Curiel (Caracas, 23 de abril de 1928-3 de marzo de 2021) fue un director teatral, actor y docente de teatro venezolano. Dirigió el Teatro Universitario de la Universidad Central de Venezuela por un período de once años (1957-1968), fundó además otras escuelas teatrales e impartió la cátedra de Artes Escénicas en la Escuela de Artes de la misma alma mater por treinta y seis años.

## Biografía
Curiel fue hijo de Humberto Curiel y Carmen Acosta, oriundos de Coro. Nieto del notable educador falconiano Nicolás Curiel Coutinho. Durante su niñez, se movió entre la capital y la península de Coro. Cursó el bachillerato en el Liceo Fermín Toro de Caracas, y luego de recibirse como bachiller en filosofía y letras ingresó en 1947 a estudiar derecho en la Universidad Central de Venezuela, estudios que abandonó dos años después para hacer su primer viaje formativo a Europa. Durante este viaje conoció a Lucía Guitlitz, con quien contrajo matrimonio en Roma, Italia, y tuvo dos hijos: Miguel y Sergio.  

### Trayectoria artística
Curiel comienza su trayectoria en el teatro el año de 1945, de la mano del maestro Alberto de Paz y Mateos, dramaturgo, director y docente de origen español quien tuvo una enorme influencia para el teatro en Venezuela. Desde su llegada funda el Teatro Experimental del Liceo Fermín Toro, grupo del cual Curiel formó parte como miembro fundador junto a Rafael Di Prisco, Román Chalbaud, Gioventina Campuzano, entre otros. Permaneció cuatro años junto al maestro e hizo sus bases teatrales bebiendo de la vanguardia que trajo animado a De Paz y Mateos desde la España de Lorca. Nicolás Curiel se refiere al maestro español como «El almirante de espíritu, quien transformó en arte lo que hasta el momento había sido artesanía teatral». Entre los montajes en los que participó como actor se cuentan La guarda cuidadosa de Miguel de Cervantes (1946) (trabajo en el que Curiel también se desempeñó como elaborador de los decorados); y Rumbo a Cardiff de Eugene O’Neill (1947). Curiel también aventuró su primer acercamiento a la dirección con los alumnos de la Escuela Nocturna del Fermín Toro, con quienes montó Secuencia llanera, un arreglo de fragmentos basado en leyendas de personajes históricos venezolanos, y Remigio -primer texto de su autoría- que versaba el tema petrolero. Más tarde en su segunda experiencia en la dirección con los mismos alumnos monta El extraño caballero de Charles Dickens.[cita requerida]
En 1947 Nicolás ingresó a estudiar derecho en la Universidad Central pero no es sino hasta 1949 que pasó a formar parte del Teatro Universitario (TU), para entonces bajo la dirección del profesor Manuel Rivas Lázaro. No obstante, su inquietud e ímpetu le hace abandonar el TU y sus estudios de leyes y marcharse a estudiar teatro y cine en París.[cita requerida]
Luego de un breve paso por la escuela de leyes de La Sorbona, se matriculó en la escuela dramática Éducation par le Jeu Dramatique (EPJD), bajo la dirección de Jean-Louis Barrault y Madeleine Renaud. Jean Marie Conty fue uno de sis maestros en dicha escuela. Asiste como oyente a la L’Ecole Charle Dullin y sigue los trabajos de Jean Vilar y Léon Gischia. Erubí Cabrera en su libro Nicolás Curiel, tiempos de teatro menciona: 
“En Francia, Vilar y el Teatro Nacional Popular (TNP) emulan a los clásicos en el Palacio de los Papas de Avignon, esos grandes espacios abiertos con audiencia de miles de espectadores, se convierten en el nuevo centro de aprendizaje de Nicolás Curiel”.
Esta experiencia teatral en grandes espacios que Curiel experimenta como espectador del TNP de Jean Vilar será determinante para el uso que le dará al Aula Magna de la Universidad Central en lo sucesivo.
Luego de cinco años en Francia, regresa a Caracas y presencia el trabajo de Guillermo Korn y de Georgina de Uriarte, los últimos regentes del T.U., quienes estrenaron Mirandolina de Carlo Goldoni el 5 de junio de 1955, trabajo que celebró Curiel; posteriormente el Don Juan Tenorio de Zorrilla el 1 de noviembre de 1955, y su último trabajo al frente del T.U., Los rivales de Sheridan, se estrenó a finales de ese mismo año. El año siguiente el T.U. no registra ningún montaje, fueron esos los últimos años de la cruenta dictadura del general Pérez Jiménez, la represión y las persecuciones arreciaron, la Universidad Central para el momento es epicentro de la oposición política al régimen, se infiere entonces que, entre otras razones, debido a esta circunstancia el T.U. no registró actividad más allá del Curso Libre de Arte Dramático, iniciativa de los aún regentes Guillermo Korn y Guillermina Uriarte. 

A finales de 1956, nombran a Curiel como el nuevo Director del TU en sustitución de Korn y de Uriarte. Y la noche del 9 de abril de 1957 Curiel se estrenó como director del TU con su propia versión del Don Juan Tenorio de José Zorrilla.  Antonio Aparicio, el poeta español exiliado nuestro país, en su columna de El Nacional del 30 de abril de 1957 hace esta mención:
"La sorpresa ante la versión de Nicolás Curiel es la que experimentamos ante quien nos descubre su tesoro auténtico... con un sentido admirable de lo que el teatro es, con talento inequívoco, este joven director nos traslada desde la noche renacentista recostada indolentemente en las márgenes del Guadalquivir... Es más que posible que esta versión casi perfecta del drama esencialmente popular, despojado, por Curiel, de anacrónicas utilerías, devuelto a su elástica mocedad, haga no poco a favor del desentumecimiento de la actividad escénica entre nosotros". 
Con este montaje inició la prolongada estancia de Curiel al frente de la dirección del T.U., gestión que se caracterizó por la conformación de un criterio en la selección del repertorio que evitó lo azaroso y desencadenado que había sido hasta el momento; también llevó adelante y mantuvo la firme convicción de acercar el teatro a las grandes masas, tomando del TNP de Jean Vilar sus escenificaciones para grandes públicos; con propuestas escénicas cónsonas con el momento que hicieron del T.U. una agrupación comprometida con la realidad; pero sobre todo Curiel es valorado por la enorme capacidad promotora y formadora para el teatro venezolano. Erubí Cabrera refiere sus cualidades e impacto como hombre formador del teatro con las siguientes líneas:
"Este director hizo del T.U., algo más que un grupo que se reunía con el objeto de poner en escena textos dramáticos que exhibieran sus intenciones. Curiel se ocupó de la formación global de sus alumnos, de fomentar en ellos la preocupación por el arte como vanguardia social, la necesidad cósmica de la creación y con ella la opción a la inmortalidad. La historia, en pocos años, ha ratificado la importancia de Curiel para el teatro venezolano, no solo por sus propuestas en la escena, de hecho innovadoras para la Venezuela de 1957; sino por su cualidad de docente, de Maestro de Generaciones, por su capacidad de liderizar y transmitir la pasión por la vida en la ficción”.
Durante el período de doce años que estuvo al frente del Teatro Universitario se realizaron una treintena de montajes, en los cuales participaron exclusivamente estudiantes universitarios miembros del T.U.. Luego del primer año de gestión, Curiel conforma los primeros Cursos Libres de Teatro, que fueron la semilla de la posterior Escuela de Teatro del T.U., centro de formación teórico-práctica que moldearía a las subsiguientes generaciones de actores y actrices del grupo.
Su estancia de once años en la dirección significó toda una revolución para la agrupación universitaria, su anterior regencia consideraba que la institución no debía formar actores profesionales porque sus integrantes debían dedicarse a sus profesiones luego de graduados, es decir se consideraba al Teatro Universitario como una actividad complementaria; por ejemplo, era frecuente en los montajes del T.U. anteriores a Curiel que se invitase a actores y actrices profesionales para que cargarán con los papeles principales, y se usaba al elenco del T.U. para los papeles de menor importancia. Aunque hay que mencionar que el último montaje de Korn y Uriarte se hizo enteramente con el elenco de la agrupación, y Korn llegó a señalar la nueva determinación de no acudir a actores invitados en sus próximos montajes.
Curiel viene entonces a cumplir con esta promesa del director saliente pero en cambio inició un proceso formativo muy ambicioso, aspiró mucho más que una instrucción complementaria, y formó y proyectó de tal forma a nuevos artistas escénicos que dentro y fuera del país fundaron otras compañías de teatro, erigieron de la mejor dramaturgia, se consolidaron como actores y actrices referentes en la historia artística venezolana, dedicando su vida a eso.    
Aparte de la fértil producción teatral del grupo, este período también generó la fundación de una publicación impresa llamada Teatro y artes, órgano de difusión y de reflexión del T.U. del cual se produjeron cuatro números. También se produjo, en 1958, el primer Festival del Teatro Universitario, aquí se mostró al público un total de cuatro montajes teatrales de la agrupación, se animó la inauguración del Cine-Club Universitario que ofreció una selección de títulos para el festival, se ofrecieron conferencias, clases magistrales y presentaciones musicales del Orfeón Universitario. En 1962 se produjo la segunda versión del Festival del Teatro Universitario, con una muestra teatral y operística bien numerosa con siete remontajes y un estreno, el de Romeo y Julieta, de William Shakespeare, con María Cristina Lozada en el papel de Julieta y Eduardo Serrano en el de Romeo.[cita requerida]
Bajo la gestión de Curiel y dado el éxito de sus trabajos teatrales consiguieron girar los trabajos más emblemáticos por el interior del país numerosas veces, y así mismo internacionalmente. Estos viajes implicaron siempre una actividad de intercambio, con las mesas redondas que se conformaban con los maestros y maestras de otras latitudes; de promoción, cuando se proyectaban nuevas y mayores actividades para el teatro; y de formación por la participación del elenco que viajaba a seminarios y charlas que ofrecían los festivales a los que acudían. En septiembre de 1958 asistieron al 1.er Festival Panamericano de Teatro, en la Ciudad de México, con Don Juan Tenorio de Zorrilla y Los fusiles de la madre Carrar de Brecht; en 1959 salen de gira por Europa, en Francia al Festival de Aviñón, en Inglaterra asistieron al festival de Stratford-Upon-Avon y al Festival de Teatro Estudiantil de Bristol, y en Viena al Séptimo Festival de la Juventud, llevaron los montajes Noche de reyes de Shakespeare, Juan Francisco de León de Cabrujas y Los fusiles de la madre Carrar de Brecht . En 1965 una nueva gira internacional involucró además de las ciudades de Europa de París, Nancy, Varsovia, Wroclaw, Cracovia y Moscú, sumaron dos ciudades del continente asiático: Pekín y Shanghái. El espectáculo que llevó la argupación fue Yo, Bertolt Brecht, collage de Curiel realizado a partir de las piezas teatrales, reflexiones y poemas del autor alemán.[cita requerida]
Entre sus montajes más celebrados y polémicos se cuentan a Los fusiles de la madre Carrar de Brecht (1958), el primer texto del autor alemán que se montó en Venezuela; Noche de Reyes de William Shakespeare (1959); Santa Juana de América de Andrés Lizarraga, montaje que fue atacado por la prensa por hacer una alusión a la lucha del pueblo en contra de los atropellos del gobierno de Betancourt pero, por la misma razón, un montaje popular y celebrado por la audiencia del T.U; y Los Siete pecados capitales de Bertolt Brecht, montaje que es catalogado como lo más logrado del Teatro Universitario bajo la dirección de Nicolás, y que se convierte en su último trabajo como puestista y director. Este montaje se aleja un poco de la aspiración "de Avignon" porque renuncia lo masivo al usar la sala de conciertos, y se deja permear por la influencia experimental que las lecturas de Artaud generan para la época, así como del "teatro pobre" de Grotowski, quien ya había ganado adeptos entre los miembros de la agrupación, y propone un dispositivo escénico experimental que      
"...exhibe una serie de soluciones escénicas novedosas para el teatro venezolano de la época. Las relaciones dialécticas, los procesos retroalimentadores, la inevitable y permanente transformación, lo efímero del mundo y de la escena se evidenciaban a través de unos elementos siempre cambiantes, una utilería y un vestuario (de plástico y papel) los cuales se modificaban y morían en cada presentación. Todo ello acentuado por el manejo de los colores, las luces y el trabajo corporal de los actores". 
Curiel sale del T.U. en los primeros meses del 1969 debido a diferencias entre los miembros de la agrupación con respecto al rumbo que debían tomar. 
Nicolás Curiel luego tomó a un grupo de egresados de la Escuela de Arte Dramático de la U.C.V., y montó una adaptación de Gargantúa de Rabelais que estrenó en 1970. Luego fue nombrado Director Titular de las Puestas en Escenas del Taller Opera de Cámara de la Asociación Venezolana de Conciertos, con quienes montó diversas óperas. Participó en el V Festival de Teatro de Caracas en 1981 con la puesta en escena de La misa del esclavo de Luis Britto García.

## Influencias
Curiel en primer lugar se deja influenciar por los autores clásicos y contemporáneos que le presenta Alberto de Paz y Mateos en su primera andanza formativa: O'Neill, Cervantes, Lorca, pero sobre todo le influencia el espíritu de vanguardia que destilaba De Paz y Mateos en cada montaje con el Teatro Experimental del Fermín Toro, esta circunstancia le anima a buscar la fuente y se marcha a Europa. Allí es influenciado de forma determinante por el teatro de multitudes que está haciendo Jean Vilar en el palacio de Aviñón y abraza la determinación de conseguir un teatro de masas, accesible a todo el mundo pero sin sacrificar la calidad estética ni la complejidad de los temas, la clave estaba en atinar con la selección del texto, en lograr la pertinencia. Cosa que además encuentra eco en el espíritu militante que caracterizó y caracteriza a Curiel y que le llevó a identificarse con los preceptos doctrinarios y políticos del célebre líder de la revolución rusa, Vladimir Ilyich Lenin. Y en consonancia con la búsqueda hacía un teatro liberador, confrontador y de vanguardia, en franca huida del panfleto y del realismo social, Bertolt Brecht es el dramaturgo, teórico y director teatral que más influencia a Nicolás y le anima a montar sus textos y a experimentar con sus preceptos teóricos durante toda su trayectoria frente al Teatro Universitario.[cita requerida]

## Montajes teatrales
| Año de estreno | Obra                                                                                                 | Agrupación                                    | Dirección | Puesta en escena | Intérprete actoral | Otro                                |
| -------------- | --- | --------------------------------------------- | --------- | ---------------- | ------------------ | ----------------------------------- |
| 1946           | La guarda cuidadosa de Miguel de Cervantes                                                           | Teatro Experimental del Liceo Fermín Toro     |           |                  | x                  | Diseño de decorados                 |
| 1946           | El retablo de las maravillas de Miguel de Cervantes                                                  | Teatro Experimental del Liceo Fermín Toro     |           |                  | x                  |                                     |
| 1946           | Rumbo a Cardiff de Eugene O'Neill                                                                    | Teatro Experimental del Liceo Fermín Toro     |           |                  | x                  |                                     |
| 1947           | Secuencia llanera, collage de textos costumbristas                                                   | Teatro Experimental del Liceo Fermín Toro     | x         | x                |                    |                                     |
| 1947           | Remigio, de su autoría                                                                               | Teatro Experimental del Liceo Fermín Toro     | x         | x                |                    |                                     |
| 1948           | El extraño caballero de Charles Dickens                                                              | Teatro Experimental del Liceo Fermín Toro     | x         | x                |                    |                                     |
| 1958           | Don Juan Tenorio de José Zorrilla                                                                    | Teatro Universitario                          | x         | x                |                    |                                     |
| 1958           | Los miserables de Victor Hugo                                                                        | Teatro Universitario                          | x         | x                |                    |                                     |
| 1958           | Los fusiles de la Madre Carrar de Bertol Brecht                                                      | Teatro Universitario                          | x         | x                |                    |                                     |
| 1958           | Llanto por Ignacio Sánchez Mejías                                                                    | Teatro Universitario                          | x         | x                |                    |                                     |
| 1958           | El día de Antero Albán de Arturo Uslar Pietri                                                        | Teatro Universitario                          | x         | x                |                    |                                     |
| 1959           | Leyenda de amor de Nazin Hikmet                                                                      | Teatro Universitario                          | x         | x                |                    |                                     |
| 1959           | Noche de reyes de William Shakespeare                                                                | Teatro Universitario                          | x         | x                |                    |                                     |
| 1959           | Juan Francisco de Leon de José Ignacio Cabrujas                                                      | Teatro Universitario                          | x         | x                |                    |                                     |
| 1959           | La comisión de León Felipe                                                                           | Teatro Universitario                          | x         | x                |                    |                                     |
| 1959           | Los dos pollos cebados, anónimo del siglo XIII                                                       | Teatro Universitario                          | x         | x                |                    |                                     |
| 1959           | Los espantapájaros de Aquiles Nazoa                                                                  | Teatro Universitario                          | x         | x                |                    |                                     |
| 1959           | La farsa del jamón, anónimo del siglo XV                                                             | Teatro Universitario                          | x         | x                |                    |                                     |
| 1959           | Polichinela enamorado de Selio Tanzini                                                               | Teatro Universitario                          | x         | x                |                    |                                     |
| 1959           | Pinco, anónimo                                                                                       | Teatro Universitario                          | x         | x                |                    |                                     |
| 1959           | El pleito de Nicolás Gogol                                                                           | Teatro Universitario                          | x         | x                |                    |                                     |
| 1960           | Pozo negro de Albert Maltz                                                                           | Teatro Universitario                          | x         | x                |                    |                                     |
| 1960           | El sombrero de paja de Italia de Eugenio Labiche                                                     | Teatro Universitario                          | x         | x                |                    |                                     |
| 1961           | Santa Juana de América de Andrés Lizarraga                                                           | Teatro Universitario                          | x         | x                |                    |                                     |
| 1962           | Romeo y Julieta de William Shakespeare                                                               | Teatro Universitario                          | x         | x                |                    |                                     |
| 1962           | Barrabasalia de Eduardo Casanova Sucre y Arturo Uslar Braun                                          | Teatro Universitario                          | x         | x                |                    |                                     |
| 1963           | Arlequín, servidor de dos patrones de Carlo Goldoni                                                  | Teatro Universitario                          | x         | x                | x                  |                                     |
| 1963           | Yo Bertol Brecht, collage de fragmentos de piezas de Bertol Brecht                                   | Teatro Universitario                          | x         | x                | x                  |                                     |
| 1964           | Espectáculo 64, collage de fragmentos piezas de Brecht, Euripides, Shaw, Fernando de Rojas y Moliere | Teatro Universitario                          | x         | x                |                    |                                     |
| 1966           | Yo William Shakespeare, collage de escenas de piezas del autor inglés                                | Teatro Universitario                          | x         |                  |                    | Puesta en escena de Alberto Sánchez |
| 1966           | Homenaje a Lorca, collage de escenas de piezas de Lorca                                              | Teatro Universitario                          | x         |                  |                    | Puesta en escena de Alberto Sánchez |
| 1967           | El matrimonio de los pequeños burgueses (La boda) de Bertol Brecht                                   | Teatro Universitario                          | x         |                  |                    | Puesta en escena de Alberto Sánchez |
| 1967           | Los siete pecados capitales de Bertol Brecht y Kurt Weill                                            | Teatro Universitario                          | x         | x                |                    |                                     |
| 1968           | Otelo de William Shakespeare                                                                         | Teatro Universitario                          | x         |                  |                    | Puesta en escena de Alberto Sánchez |
| 1968           | El canto al ídolo lusitano de Peter Weiss                                                            | Teatro Universitario                          | x         |                  |                    | Puesta en escena de Eduardo Gil     |
| 1970           | Gargantúa de François Rabelais                                                                       | Egresados de la Escuela de Arte Dramático UCV | x         | x                |                    |                                     |
| 1981           | La misa del esclavo de Luis Britto García                                                            | N.S.                                          | x         | x                |                    |                                     |

## Óperas
| Año de estreno | Obra                                                  | Agrupación             | Dirección general | Puesta en escena |
| -------------- | ----------------------------------------------------- | ---------------------- | ----------------- | ---------------- |
| 1959           | Bastián y Bastiana de W.A. Mozart                     | Teatro Universitario   | x                 | x                |
| 1971           | El barbero de Sevilla de Paisiello                    | Taller Opera de Cámara |                   | x                |
| 1971           | La sierva patrona de Pergolesi                        | Taller Opera de Cámara |                   | x                |
| 1971           | El combatimiento de Tancredo y Clorinda de Monteverdi | Taller Opera de Cámara |                   | x                |

## Premios y reconocimientos.
- Orden Francisco de Miranda primera clase (1980).
- Orden Andrés Bello en su primera clase (1988).
- Premio Nacional de Teatro, 1991-1992 (1992), otorgado por el Consejo Nacional de la Cultura (CONAC).
- Officier de l’ordre des Arts et des Lettres  (2007) otorgado por el Ministerio de la Cultura y la Comunicación de Francia.
- Maestro Honorario de la Universidad Experimental de Las Artes (UNEARTE) (2010)
- Homenaje a Nicolás Curiel en la celebración los 40 años de la Escuela de Artes de la UCV (2018).
- Maestro homenajeado en el 1.er Festival de Artes Escénicas Franco Venezolano (2021).